# Fiddle Peak
Fiddle Peak är en bergstopp i Kanada.   Den ligger i provinsen Alberta, i den centrala delen av landet, 3 100 km väster om huvudstaden Ottawa. Toppen på Fiddle Peak är 2 243 meter över havet.
Terrängen runt Fiddle Peak är kuperad åt nordost, men åt sydväst är den bergig.Trakten runt Fiddle Peak är nära nog obefolkad, med mindre än två invånare per kvadratkilometer..
I omgivningarna runt Fiddle Peak växer i huvudsak barrskog.